# Bertil Malmberg (fonetiker)

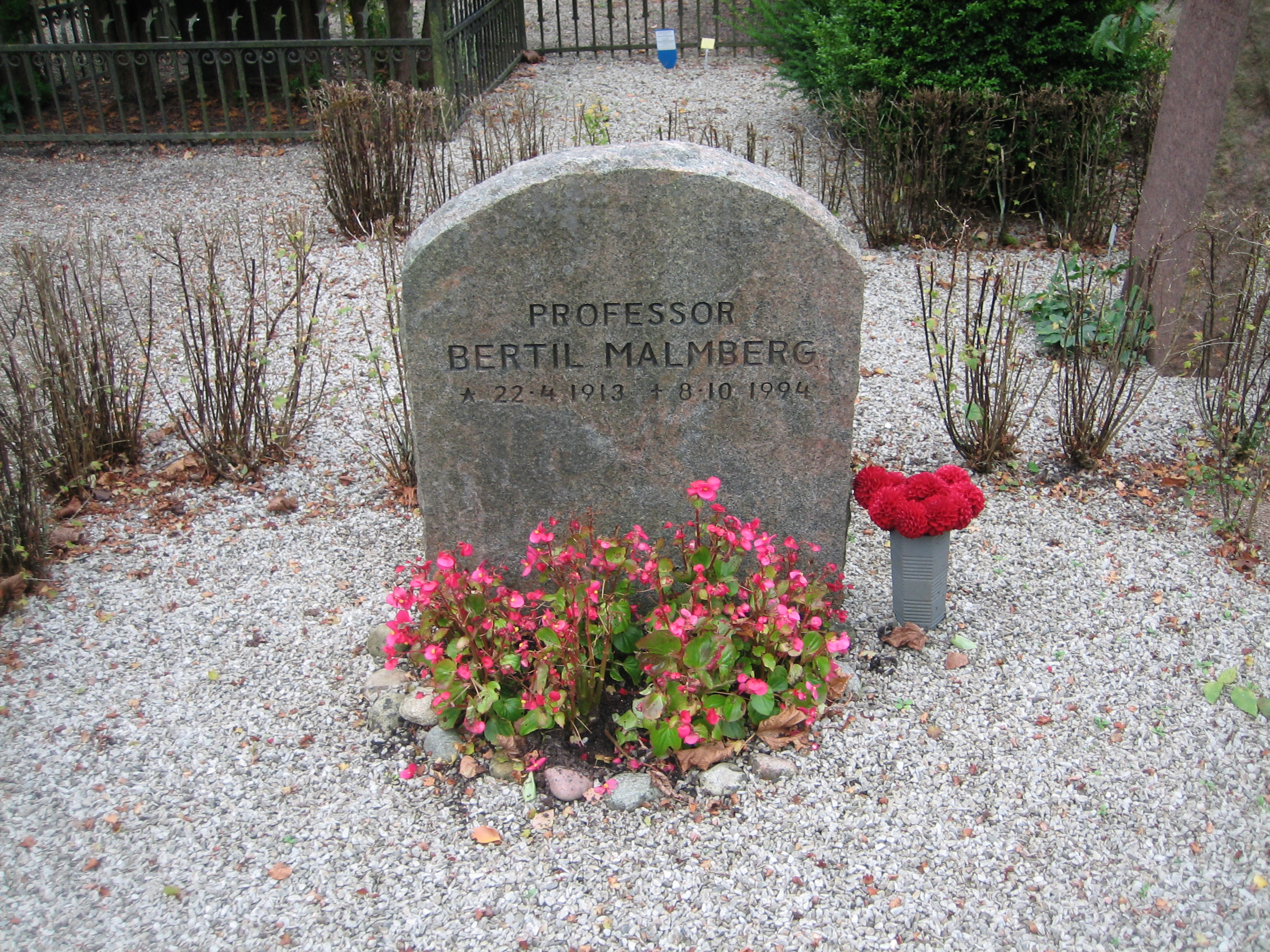
Bertil Malmbergs gravsten på Östra kyrkogården i Lund.

Bertil Malmberg, född 22 april 1913 i Helsingborg, död 8 oktober 1994 i Lund, var en svensk språkvetare.

## Biografi
Malmberg disputerade 1940 i romanska språk vid Lunds universitet på avhandlingen Le roman du Comte de Poitiers. Han intresserade sig tidigt för fonetik och nyare strömningar i språkvetenskapen, och introducerade både moderna tekniska hjälpmedel – inspelningsapparatur, oscilloskop och liknande – för studiet av språkljud samt moderna strukturalistiska idéströmningar för analys av språkstrukturen. 
År 1950 utnämndes han till professor i det nyinrättade ämnet fonetik vid Lunds universitet, och 1969 till professor i det likaledes nyinrättade ämnet allmän språkvetenskap. Han är upphovsman till flera standardverk inom fonetik, varav ett flertal översatts till andra språk.

### Privatliv
Bertil Malmberg var son till överläraren Sigfrid Malmberg och Lydia, född Bergsten. Han gifte sig 1941 med Margit Tufvesson och blev far till ståuppkomikern Adde Malmberg.
Malmberg är gravsatt på Östra kyrkogården i Lund.